# جريمة قتل تينا عيسى
جريمة قتل تينا عيسى (3 ديسمبر 1972 - 6 نوفمبر 1989) كانت فتاة مراهقة برازيلية أمريكية قُتلت في جريمة قتل شرف في سانت لويس بولاية ميسوري، على يد والديها، زين وماريا عيسى. تم تسجيل وفاتها على شريط صوتي أثناء مراقبة مكتب التحقيقات الفيدرالي (FBI) لزين عيسى بسبب ارتباطه بمنظمة أبو نضال (ANO). وقد أُدين هو وزوجته بتهمة القتل من الدرجة الأولى وحُكم عليهما بالإعدام. توفي زين عيسى بسبب مرض السكري قبل أن يتم إعدامه. وحُكم على ماريا عيسى لاحقًا بالسجن مدى الحياة ، توفيت في السجن.

## خلفية
فلسطين زين عيسى، التي سميت على اسم فلسطين، ولدت في 3 ديسمبر 1972، في ماتو غروسو، البرازيل. كانت أصغر سبعة أشقاء، وعاشت في الجزء الجنوبي من مدينة سانت لويس في مجمع سكني، ودرست في مدرسة ديوي الإعدادية ، ومدرسة روزفلت الثانوية في سانت لويس. كان والدها فلسطينيًا مسلمًا، زين عيسى، من قرية بيتين، الضفة الغربية. والدتها، ماريا عيسى، كانت برازيلية وكاثوليكية رومانية. كانت من أصول ألمانية وإيطالية وفلسطينية وبعض الأمريكيين الأصليين. تعلمت اللغة العربية والبرتغالية من والديها واللغة الإسبانية أثناء إقامتها في بورتوريكو.
زين العابدين حسن عيسى، ولد في 3 يونيو 1931، وهو الابن الثالث لمزارع. عندما كان مراهقًا، تزوج من امرأة تدعى فوزية، ابنة عمه الأولى. في الخمسينيات من القرن العشرين، غادر زين فلسطين، مهاجرًا مع أفراد العائلات المجاورة. عاش أولاً في جنوب البرازيل، وأثناء رحلة عمل إلى روندونوبوليس، ماتو جروسو، التقى ماريا ماتياس (من مواليد 10 أغسطس 1943)، وهي من سكان ماتو جروسو وُلدت في سانتا كاتارينا. كانت من أصل إيطالي وبرازيلي أصلي.
في 6 فبراير 1963، تزوج الاثنان على الرغم من معارضة والدي ماريا.  ولم يكشف زين لماريا أنها زوجته الثانية إلا بعد زواجهما. انتقلوا إلى رالي، كارولاينا الشمالية في خريف عام 1963، ثم إلى باترسون، نيو جيرسي؛ أريسيبو، بورتوريكو؛ ثم عادوا إلى روندونوبوليس؛ ثم إلى كاسيريس، ماتو جروسو. ولدت تينا في ماتو جروسو. انتقلت العائلة مرة أخرى إلى بورتوريكو، حيث عاشت في أريسيبو حتى انتقلت إلى إيزابيلا بعد عام واحد. خلال هذه الفترة، عاش الأب، دون الأم، مع أطفاله في الضفة الغربية لفترات من الزمن.
في عام 1980، أصبح زين مواطنًا متجنسًا للولايات المتحدة. انتقلت العائلة بأكملها إلى بيتين في الضفة الغربية عندما كانت تينا في الخامسة من عمرها. جاءت العائلة إلى سانت لويس حوالي عام 1986 وكانت تمتلك متجر بقالة هناك. بدأت تينا تعلم اللغة الإنجليزية بعد وصولها إلى سانت لويس، حيث أطلق عليها أصدقاؤها لقب "تينا". في عام 1991، كتب تيم براينت من صحيفة سانت لويس بوست ديسباتش فيما يتعلق بالوالدين، "لا يتحدث أي منهما الإنجليزية بشكل جيد."
تدهورت علاقة تينا مع والدها بعد أن بلغت الرابعة عشرة من عمرها؛ ففي السنوات السابقة كانا يتمتعان بعلاقة أقرب. استمعت إلى الموسيقى الأمريكية الشعبية مثل الهيب هوب، والرقص، والراب، و موسيقى ريذم اند بلوز، والروك .[بحاجة لمصدر] كان طموح تينا هو أن تصبح طيارًا بعد أخذ دورات في الهندسة الجوية؛ كانت تنوي متابعة هذا التدريب في كلية باركس للهندسة والطيران والتكنولوجيا (جزء من جامعة سانت لويس ). أراد زين أن يرتب لتينا أن تكون شريكة زواج لرجل من مسقط رأسه. أعربت شقيقات عيسى الأكبر سناً عن عدم رضاهن عن نمط حياتها. أرسلت عائلتها أشخاصًا لإخراجها من حفل رقص حضرته. عندما علمت عائلتها أنها كانت على علاقة رومانسية مع شاب أمريكي من أصل أفريقي يبلغ من العمر 20 عامًا منذ يناير 1989، وهو كليف ووكر، ازداد غضب والدي تينا. كان زين عيسى يحمل ضغينة ضد الأميركيين من أصل أفريقي لأنه كان يعتقد أن رجال الأعمال الفلسطينيين كانوا هدفًا لمجرمين سود.
قبل مقتل ابنته، أجرى زين مكالمات هاتفية تفيد بأن تينا أساءت لشرف عائلته وتحتاج إلى الموت. في يوم وفاتها، عملت في أول يوم لها في مطعم للوجبات السريعة وينديز؛ كما عارضت الأسرة أيضًا فكرة عدم عملها في شركة البقالة العائلية. كتبت إيلين هاريس، مؤلفة كتاب "حراسة الأسرار "، أن "المشكلة كانت أن تينا كانت تعتبر نفسها أمريكية أو أمريكية مختلطة، وليست عربية ".

## وفاتها
وقعت جريمة قتلها في شقق ديلور بارك، في مسكن عائلتها. رافق صديق عيسى إلى منزلها بعد اليوم الأول من عملها. في البداية انتقدها والداها بسبب عملها في وظيفة خارجية، ثم صرحا لاحقًا بأنهما يعتقدان أنها كانت تفعل شيئًا آخر بدلًا من العمل. زين عيسى طعن ابنته بسكين العظم. لقد أصيبت إحدى رئتيها وكبدها وقلبها بأضرار بالغة نتيجة ست ضربات على صدرها. ماريا عيسى تساعد زين بإمساك تينا. ولم يكن عملاء مكتب التحقيقات الفيدرالي موجودين في وحدة المراقبة عندما حدثت جريمة القتل.
تم دفن تينا إيزا في مقبرة القلب المقدس في فلوريسانت بولاية ميسوري، ويقال إنها كانت ترتدي فستان زفاف. وقالت والدتها البرازيلية إن الفتيات والنساء غير المتزوجات في البرازيل اللواتي يمتن يتم دفنهن وفقا لذلك. وقد عمدت العائلة إلى عدم الإعلان عن الجنازة لوسائل الإعلام لضمان حضور أفراد العائلة والمجتمع الفلسطيني المحلي وأهالي بيتين فقط. لم يكونوا يريدون صراحة حضور صديق تينا. قام عملاء مكتب التحقيقات الفيدرالي بمراقبة وتصوير الإجراءات سراً.

## التحقيق والاعتقال والمحاكمة
كان زين عيسى عضوًا في منظمة أبو نضال، التي كانت في ذلك الوقت التي قتل فيها ابنته، تخطط لتفجير السفارة الإسرائيلية في واشنطن العاصمة  وكتب هاريس أن "بناته كن قلقات منذ فترة طويلة بشأن أنشطة زين في منظمة أبو نضال".
كان أحد العوامل الحاسمة في محاكمته هو حقيقة أن مكتب التحقيقات الفيدرالي كان قد قام بالتنصت على منزل زين بموجب أمر قانون مراقبة الاستخبارات الأجنبية فيما يتصل بأنشطته الإرهابية المشتبه بها ، وبالتالي، فقد سجل جريمة قتل تينا على شريط صوتي . وكان هذا مهمًا بشكل خاص في تأكيد حقيقة أن ماريا كانت مشاركة نشطة في جريمة القتل، وأن ادعاء زين بالدفاع عن النفس ضد تينا كان كاذبًا.  كان زين قد اتهم تينا بطلب 5000 دولار والاستيلاء على سكين، ومثل محامو عيسى هيئة المحلفين بأن تينا ركلت والدها في ساقه، والتي ذكروا أنها أصيبت بجروح سابقة، وأنها استخدمت ساطور اللحوم كسلاح.
كتبت صحيفة نيويورك تايمز عام 1991: "بما أن مكتب التحقيقات الفيدرالي رفض مناقشة الأشرطة، التي لم يُستخدم منها إلا القليل في المحاكمة، فليس من الواضح ما إذا كان بإمكان السلطات التدخل لمنع القتل". وصرح مسؤولو مكتب التحقيقات الفيدرالي بأن العديد من تصريحات عيسى قبل القتل كانت تهديدات فارغة، ولهذا السبب لم تتخذ الوكالة أي إجراء قبل وفاة تينا. استخدمت المدعية العامة على مستوى الولاية، دي جويس هايز، العديد من أشرطة مكتب التحقيقات الفيدرالي كدليل في المحاكمة ضد زين وماريا عيسى. وقال محامو ماريا إن ماريا فضلت تينا في النزاعات العائلية، وأنها لم تكن قادرة على المساعدة في جريمة القتل. في 25 أكتوبر 1991، أُدين زين وماريا عيسى بتهمة القتل من الدرجة الأولى. ناقشت هيئة المحلفين الظروف لمدة تقل عن أربع ساعات قبل أن تقرر أن المشتبه بهم ارتكبوا جريمة قتل من الدرجة الأولى. في 20 ديسمبر 1991، حكمت هيئة المحلفين على الاثنين بالإعدام؛ وصرح قاضي الدائرة تشارلز أ. شو قائلاً: "الثقافة ليست عذراً للقتل. لا أرى سبباً للانحراف عن توصية هيئة المحلفين".
في أبريل 1993، وجه مكتب التحقيقات الفيدرالي اتهامًا إلى زين فيما يتعلق بأنشطته الإرهابية داخل منظمة أبو نضال: اتهم المدعون الفيدراليون الذين أصدروا لائحة الاتهام زين بقتل تينا جزئيًا لأنه كان يخشى أن تكشف عن أنشطته في منظمة أبو نضال. تم إسقاط التهم في وقت لاحق، لأنه كان بالفعل ينتظر تنفيذ حكم الإعدام بحقه بتهمة قتل ابنته.
حظيت القضية بتغطية إعلامية في البرازيل. كان من المقرر إرسال زين إلى مركز بوتوسي الإصلاحي في بوتوسي بولاية ميسوري ، بينما كان من المقرر إرسال ماريا إلى سجن رينز في منطقة جيفرسون سيتي بولاية ميسوري. توفي لاحقًا بسبب مضاعفات مرض السكري في 17 فبراير 1997. تم تخفيف حكم الإعدام الصادر بحق ماريا إلى السجن مدى الحياة دون إمكانية الإفراج المشروط؛ وتوفيت في 30 أبريل 2014، في سجن فانداليا بولاية ميسوري، عن عمر يناهز 70 عامًا، لأسباب طبيعية واضحة.

## العواقب
نتيجة لهذه القضية، قامت بعض العائلات الفلسطينية المقيمة في الولايات المتحدة بإرسال أبنائها إلى فلسطين لتجنب الخضوع للأميركية.